# Фроман, Маргарита Петровна
Маргарита Петровна Фроман (27 октября (8 ноября) 1890, Москва, Российская империя — 24 марта 1970, Бостон, США) — прима-балерина, хореограф, балетный педагог и оперный режиссёр.

## Биография
Отец — швед, мать — русская.
По окончании, в 1909 году, Московского императорского театрального училища была принята в труппу Большого театра в Москве, став партнёршей своего учителя В. Д. Тихомирова; исполняла партии Китри («Дон Кихот»), Сванильды («Коппелия»), феи Сирени («Спящая красавица»), Мери-Амон («Дочь фараона» Минкуса), Генриетта («Раймонда») и другие. Участвовала в антрепризе С. П. Дягилева в премьере балета «Синий бог» Рейнальдо Гана 13 мая 1912 года в театре Шатле — была среди главных исполнителей (наряду с В. Нижинским, Т. Карсавиной и Л. Нелидовой). В 1914 году была ангажирована С. П. Дягилевым для его балетной труппы, с которой отправилась в турне по Европе и Америке. Во время турне в 1916 году танцевала с В. Ф. Нижинским в балетах, поставленных М. М. Фокиным, — «Видение розы» и «Сильфиды».
В 1916—1917 годах организовала собственное сольное турне в США, в том числе выступала в Нью-Йорке на сцене Метрополитен-опера. Вернувшись в Россию, застала революцию 1917 года. Вместе с М. М. Мордкиным выступала на концертной эстраде и снималась в 1918 году в фильме-балете «Азиадэ». 
В 1921 году уехала в Королевство сербов, хорватов и словенцев, прожила значительную часть жизни в Загребе, работая в Хорватском национальном театре. Вместе со своим братом Максом Фроманом организовала в Загребе балетную школу. В 1927—1931 годах работала в Белграде (Королевство Югославия).
Во время приезда на гастроли в Загреб Московского художественного театра поставила балеты «Шахерезада» и «Половецкие пляски» из репертуара труппы Дягилева и удостоилось высокой оценки со стороны К. С. Станиславского. К приезду в Югославию Ф. И. Шаляпина она обновила в Загребской опере постановку «Бориса Годунова», заслужив самый лестный отзыв от певца. В Загребе ею были осуществлены постановки 28 балетов, в том числе русского классического наследия — «Лебединое озеро», «Коппелия», «Щелкунчик», «Раймонда», «Конёк-Горбунок». Часто выезжала для балетных постановок в Вену, Лондон, Милан и Париж.
В 1950 году переехала в США. До 1970 года занималась педагогической деятельностью в своей балетной студии. Была профессором консерватории в Хартфорде и в университете Сторс (штат Коннектикут), директором директором Института музыки в городе Уиллимантике (штат Коннектикут).
Умерла в Бостоне 24 марта 1970 года.
Маргариту Петровну Фроман называют основателем Югославского балета, вдохновителем композиторов, впервые создавших национальные югославские балеты. Она поставила югославские балеты — «Пряничное сердце» (1924, Загреб; 1927, Белград) и «Имбрек с носом» (1935, Загреб; 1937, Белград) Барановича, «Охридская легенда» Христича (1947, Белград).
Среди её учеников — М. Славенска, А. Ройе.